# Raúl Lara
Raúl Rodrigo Lara Tovar (ur. 28 lutego 1973 w mieście Meksyk) – meksykański piłkarz grający na pozycji środkowego pomocnika.

## Kariera klubowa
Lara urodził się w stolicy kraju, Meksyku. Karierę rozpoczął w klubie Club América. W meksykańskiej Primera División zadebiutował 19 września 1990 roku w wygranym 4:3 wyjazdowym meczu z CD Veracruz. Przez pierwsze dwa lata rozegrał tylko 3 spotkania w lidze i miał mały udział w wywalczeniu Pucharu Mistrzów CONCACAF i Copa Interamericana w 1991 roku. Od 1992 roku Lara był już podstawowym zawodnikiem Amériki. W 1993 roku po raz drugi w karierze wygrał Puchar Mistrzów CONCACAF, ale swój kolejny sukces osiągnął dopiero w 2002 roku, gdy z Amériką wygrał mistrzostwo fazy Verano. W stołecznym klubie grał do końca tamtego roku i przez 13 lat rozegrał w jego barwach 321 meczów i zdobył 2 gole.
Na początku 2003 roku Lara odszedł do San Luis FC z miasta San Luis Potosí. W klubie tym spędził tylko pół roku, a latem odszedł do drugoligowej Puebli FC. Po sezonie 2004/2005 zakończył karierę piłkarską w wieku 32 lat.
| Sezon   | Klub         | Kraj   | Rozgrywki          | Mecze | Bramki |
| ------- | ------------ | ------ | ------------------ | ----- | ------ |
| 1990/91 | Club América | Meksyk | Primera División   | 2     | 0      |
| 1991/92 | Club América | Meksyk | Primera División   | 1     | 0      |
| 1992/93 | Club América | Meksyk | Primera División   | 31    | 0      |
| 1993/94 | Club América | Meksyk | Primera División   | 42    | 0      |
| 1994/95 | Club América | Meksyk | Primera División   | 36    | 0      |
| 1995/96 | Club América | Meksyk | Primera División   | 31    | 0      |
| 1996/97 | Club América | Meksyk | Primera División   | 32    | 0      |
| 1997/98 | Club América | Meksyk | Primera División   | 34    | 1      |
| 1998/99 | Club América | Meksyk | Primera División   | 32    | 0      |
| 1999/00 | Club América | Meksyk | Primera División   | 37    | 1      |
| 2000/01 | Club América | Meksyk | Primera División   | 27    | 0      |
| 2001/02 | Club América | Meksyk | Primera División   | 32    | 0      |
| 2002/03 | Club América | Meksyk | Primera División   | 7     | 0      |
| 2002/03 | San Luis FC  | Meksyk | Primera División   | 18    | 0      |
| 2003/04 | Puebla FC    | Meksyk | Primera División A | 30    | 0      |
| 2004/05 | Lobos BUAP   | Meksyk | Primera División A | 12    | 0      |

## Kariera reprezentacyjna
W reprezentacji Meksyku Lara zadebiutował 11 stycznia 1996 roku w wygranym 5:0 spotkaniu Złotego Pucharu CONCACAF 1996 z reprezentacją Saint Vincent i Grenadynów. W tym samym roku wystąpił wraz z olimpijską reprezentacją na Igrzyskach Olimpijskich w Atlancie. W 1997 roku wraz z Meksykiem zajął 3. miejsce na turnieju Copa América 1997 oraz zagrał w Pucharze Konfederacji. Z kolei w 1998 roku został powołany przez selekcjonera Manuela Lapuente do kadry na Mistrzostwa Świata we Francji. Tam wystąpił w tzech spotkaniach, grupowych zremisowanych po 2:2 z Belgią i Holandią oraz w 1/8 finału z Niemcami (1:2), jednak w tym spotkaniu zawinił przy utracie obu goli. W 1999 roku ponownie zajął 3. miejsce na Copa América. W kadrze Meksyku w latach 1996-2000 rozegrał 39 meczów.